# Howard Sant-Roos
Howard Powell Sant-Roos Olano (* 13. Februar 1991, Havanna, Kuba) ist ein kubanischer Basketballspieler.

## Leben
Sant-Roos spielte als Jugendlicher Baseball, in der Schule kam er mit dem Basketballsport in Berührung. Als seine Mutter einen Italiener heiratete, zog Sant-Roos 2007 mit der Familie ins italienische Monza. Er spielte in Italien im Nachwuchsbereich sowie in unteren Spielklassen im Herrenbereich. Im Sommer 2011 wurde er vom deutschen Bundesligisten New Yorker Phantoms Braunschweig unter Vertrag genommen. Sant-Roos kam meist bei Braunschweigs Ausbildungsmannschaft in der 2. Bundesliga ProB zum Einsatz, in der Saison 2012/13 wurde er vom Fachportal eurobasket.com in die ProB-Mannschaft des Jahres sowie unter die besten fünf Verteidiger der Liga gewählt. In Braunschweigs Bundesligamannschaft kam der Kubaner in seiner Zeit in Deutschland lediglich in der Saison 2012/13 zu Einsätzen, als er fünf Spiele (3,0 Punkte, 1,8 Rebounds je Begegnung) bestritt.
Sant-Roos war nach seinem Abschied aus Braunschweig zwei Jahre beim italienischen Zweitligisten UCC Casalpusterlengo tätig. Dort reifte er an der Seite des erfahrenen US-Amerikaners Alvin Young, verbesserte sich insbesondere seine Technik und war ein Leistungsträger seiner Mannschaft.
Zum Spieljahr 2015/16 wechselte der Kubaner zum tschechischen Erstligisten ČEZ Basketball Nymburk und trat mit der Mannschaft in den folgenden zwei Jahren auch in europäischen Vereinswettbewerben (FIBA Europe Cup, Champions League) an. Mit Nymburk wurde Sant-Roos zweimal tschechischer Meister. Seine dort erbrachten Leistungen weckten das Interesse des türkischen Erstligisten Darüşşafaka SK Istanbul, der den kubanischen Flügelspieler 2017 verpflichtete. Sant-Roos bestritt im Laufe der Saison 2017/18 27 Hauptrundenligaspiele für Darüşşafaka und erzielte im Durchschnitt 7,4 Punkte je Begegnung. Im Eurocup kam er in 21 Einsätzen auf 8,8 Punkte pro Begegnung, gewann den Wettbewerb mit der von Trainer David Blatt betreuten türkischen Mannschaft und wurde von eurobasket.com als bester Verteidiger der Eurocup-Spielzeit 2017/18 ausgezeichnet. Sant-Roos war damit der erste Kubaner, der den Titel im Eurocup gewann. In der Sommerpause 2018 wechselte er zu AEK Athen nach Griechenland. Mit der griechischen Hauptstadtmannschaft trat er auch in der Champions League an.
Im Januar 2020 wurde der insbesondere für seine Stärken als Verteidiger bekannte Kubaner von der russischen Spitzenmannschaft ZSKA Moskau verpflichtet. Er erhielt einen bis zum Ende der Saison 2022/23 laufenden Vertrag, in den eine Klausel eingefügt wurde, der die Beendigung der Zusammenarbeit am Ende des Spieljahres 2019/20 zuließ. Nach seiner Vertragsauflösung im Juli 2020 wechselte Sant-Roos zu Panathinaikos Athen. 2021 wurde er mit der Mannschaft griechischer Meister.
In der Sommerpause 2022 wurde er von Basket Saragossa 2002 verpflichtet. Der Kubaner wechselte 2023 innerhalb der spanischen Liga ACB zu UCAM Murcia.